# Podocerus fulanus
Podocerus fulanus är en kräftdjursart som beskrevs av J. L. Barnard 1962. Podocerus fulanus ingår i släktet Podocerus och familjen Podoceridae. Inga underarter finns listade i Catalogue of Life.